# Swiss Indoors 2010
Swiss Indoors 2010 — тенісний турнір, що проходив на кортах з твердим покриттям у місті Базель, Швейцарія з 1 листопада . Належав до категорії ATP World Tour 500, був турніром серії Swiss Indoors 2010 року.

## Фінальна частина

### Одиночний розряд
Роджер Федерер —  Новак Джокович 6–4, 3–6, 6–1

### Парний розряд
Боб Браян /  Майк Браян —  Деніел Нестор /  Ненад Зімоньїч 6–3, 3–6, [10–3]